# Javier Torres Maldonado
Javier Torres Maldonado (n. Chetumal, Quintana Roo; 1968) es un compositor mexicano-Italiano, autor de obras para orquesta, música de cámara, música vocal, electroacústica y de repertorio mixto.

## Biografía
Nació en Chetumal, Quintana Roo (México). Estudió en el Conservatorio Nacional de Música de la Ciudad de México, teniendo como maestros principalmente a José Suárez (Armonía, Contrapunto, Formas Musicales) e Icillio Bredo (violín y viola). En 1999 obtuvo la licenciatura en composición en el Conservatorio "Giuseppe Verdi" de Milán, Italia, bajo la guía de Sandro Gorli y Alessandro Solbiati. En esos mismos años se perfeccionó en composición con Franco Donatoni, Azio Corghi (Accademia Nazionale di Santa Cecilia, Accademia Chigiana, Roma) e Ivan Fedele (Conservatorio de Estrasburgo, Francia), desempeñándose en cada una de estas instituciones como uno de los alumnos más destacados. En 2003 concluyó sus estudios en música electro-acústica y en 2004 fue seleccionado para participar al curso de composición y nuevas tecnologías del IRCAM, en París.
En muchas de sus obras Javier Torres Maldonado explora maneras innovadoras de organizar el tiempo y el espacio. Por ejemplo, en su obra para conjunto instrumental y dispositivo electroacústico, De Ignoto Cantu (2004), el compositor presenta diferentes líneas melódicas que, no obstante su complejidad, en realidad derivan de una simple matriz, conformada por un reducido número de elementos; si bien cada línea contiene un considerable grado de consonancia horizontal (desde un punto de vista espectral), este se encuentra contrastado por los intervalos que resultan a nivel vertical de las sobreposiciones melódicas y de la grande variedad de acentos rítmicos, generando de este modo momentos de grande disonancia temporal y armónica cuando las fundamentales espectrales se alejan de un semitono. En otras palabras podría decirse que el compositor interrelaciona campos armónicos con diferentes niveles de organización de la pulsación rítmica para crear un proceso similar a la distorsión por reflexión, "como si se tratara de una lente a través de la cual, girando, la nitidez de un objeto pasara por diferentes niveles de distorsión de su imagen.".
Según las palabras mismas del compositor, el tríptico de obras Figuralmusik (1996-1998) "nació de la fascinación que siempre he tenido por las ilusiones perceptivas, traducidas en objetos imposibles en la realidad y, sobre todo, por los resultados del entrelazamiento de planos y perspectivas aplicado por Gianbattista Piranesi y M. C. Escher en muchas de sus obras". Contrayendo, expandiendo, entrelazando y reelaborando un limitado número de figuras musicales, Torres Maldonado expande la perspectiva de percepción de los objetos musicales con los que trabaja a través de rápidas o muy lentas sobreposiciones de diferentes fluctuaciones temporales.
A veces Torres Maldonado utiliza estas complejas técnicas para proponer al escucha un poderoso mensaje social o político, como sucede en una de sus más conocidas obras, Exabrupto (1998), en la cual utiliza elaboradas transiciones en el tiempo y el espacio, abruptos rompimientos en la forma y polimetrías, como tributo a la memoria de los indígenas mexicanos asesinados en Acteal, Chiapas, en 1998.
Javier Torres Maldonado ha recibido muchos de los más importantes premios y distinciones en materia de composición musical, entre los que se cuentan "Da Capo" (Bienal de Brandemburgo y Orquesta Sinfónica de Brandemburgo, 2012), la Commande d'Etat (Comisión del Estado francés por tres veces consecutivas: 2007, 2009 y 2011) otorgada por el Ministerio de la Cultura y Comunicación de Francia, el premio internacional de composición para ensemble y sistema electroacústico del GRAME (Centre National de Création Musicale) de Lyon, Francia (2006), “Reine Elisabeth” de Bruselas, Bélgica (2004), “Alfredo Casella” de Siena, Italia (2002), “Reine María José" de Ginebra, Suiza (2000), “Ad Referendum II” de Montréal (1998), "Città di Barletta" (Italia), “Prix des Musiciens” (1998), otorgado por el Nouvel Ensemble Moderne, la “Medalla Mozart” otorgada por el gobierno mexicano y la embajada de Austria en México, y ha sido galardonado por dos veces consecutivas con el segundo lugar en el premio internacional de composición “Mozart” de Salzburgo, Austria (1999 y 2001).
Su música ha sido encargada y programada por festivales internacionales de prestigio, entre los que se cuentan: Semana Mozart de Salzburgo, Bienal de Venecia, Festival "Música" de Estrasburgo, Bienal "Musiques en Scène" de Lyon, Semana Musical Senese, Gaudeamus Music Week (Ámsterdam), Festival Milano Música , Lucerne Festival, Focus! Festival (Nueva York), Festival Akiyoshidai (Japón), Nuova Consonanza (Roma), Festival Days of Contemporary Music (Dresde), Rencontres entre Compositeurs et Interprètes (París), Tiroler Festspiele Erl (Austria), CDMC de Madrid, Festivales de Sueca y Alicante (España), Festival Internacional Cervantino (México). 
Sus obras son ejecutadas por renombrados intérpretes, entre otros: Armand Angster, Mario Caroli, Carlo Chiarappa, Pascal Contet, Pablo Márquez, Lorraine Vaillancourt, Daniel Kawka, Cuarteto Arditti, Ensemble Aleph, Nouvel Ensemble Moderne, Ensemble Orchestral Contemporain, San Francisco Contemporary Music Players, Divertimento Ensemble, Ensemble Risognanze, Orquesta Nacional de Bélgica, Orquesta Sinfónica del Teatro La Fenice de Venecia, Orquesta Sinfónica de Bilbao, Orquesta "Haydn" de Bolzano, Orquesta de la Toscana.
Como director del Dynamis Ensemble ha programado diferentes estrenos de obras de jóvenes compositores en diferentes festivales, en ambos lados de océano Atlántico.
Residente en Italia desde 1996, desde 2007 es profesor de composición y nuevas tecnologías en el Conservatorio “G. Verdi” de Milán; de 2003 a 2007 fue profesor de composición musical electroacústica, composición asistida por computadora y de técnicas de composición del siglo XX y contemporáneas en los conservatorios "A. Vivaldi" de Alessandria y "A. Bonporti" de Trento, Italia. Ha impartido clases magistrales, seminarios, cursos y conferencias en los conservatorios de Trento-Riva del Garda y Monopoli (Italia), los Conservatorios de Lugano y Losana (Suiza), y en México y en España.

## Discografía
- Amberola Records (AMBC CD 7141 33719) Exabruto, para tres grupos instrumentales, 1 pianista y 1 percusionista. Nouvel Ensemble Moderne, director: by Lorraine Vaillancourt.
- Stradivarius (STR 33719) Exabrupto, para tres grupos instrumentales, 1 pianista y 1 percusionista. Nouvel Ensemble Moderne, director: by Lorraine Vaillancourt.
- Stradivarius (STR 33719) Tiento, para violonchelo y electrónica. Andrea Cavuoto, violonchelo.
- Stradivarius (STR 33719) The unexpected clock in the mirrors, para violín, clarinete bajo y conjunto instrumental. Carlo Chiarappa, violín, Rocco Parisi, clarinete bajo, Dynamis Ensemble, dirigido por Javier Torres Maldonado.
- Stradivarius (STR 33719) Orior, para piano solo. Candida Felici, piano.
- Stradivarius (STR 33719) De ignoto cantu, para clarinete bajo, trompeta, percusiones, violín, violonchelo y medios electroacústicos. Dynamis Ensemble, director: Javier Torres Maldonado.
- Stradivarius (STR 33719) Luz, para acordeón y cuarteto de cuerdas. Germano Scurti, acordeón, Cuarteto de cuerdas Terpsycordes.
- Ambroisie (AMB 9987) Obscuro etiantum lumine, para violín y tres grupos orquestales. Mijaíl Ovrutsky, violín, Orquesta Nacional de Bélgica, dirigida por Giles Varga.

## Obras publicadas hasta el año 2008
Instrumento solo
- Alborada ((2004), para saxofón soprano (40”). Edizioni Suvini Zerboni de Milán, S. 12450 Z., año de publicación: 2004.
- Desde el instante (2002), 3 piezas para clarinete solo (6/7’). Edizioni Suvini Zerboni de Milán, S. 12089 Z., año de publicación: 2004.
- Invención (2002), para violín solo (40” ca.). Edizioni Suvini Zerboni de Milán, S. 12076 Z., año de publicación: 2002.
- Lacrymosa I (2001), para acordeón o cualquier instrumento aerófono de teclado (4’). Edizioni Suvini Zerboni de Milán, S. 11936 Z., año de publicación: 2001.
- Orior (1997) para forte piano solo (o clavecín, o piano solo) (7'). Universal Edition, Viena, UE31247, año de publicación: 1998.
- Primer libro del canto alado (2006) para flautín, flauta, flauta en sol y flauta baja -1 ejecutante- (6’ ca.). Edizioni Suvini Zerboni de Milán, S. 12855 Z., año de publicación: 2006.
- Tiento (2000) para violonchelo solo (6/7’). Edizioni Suvini Zerboni de Milán, S. 11734 Z., año de publicación: 2000.
- Tres estudios para violín (2001) (9 -10'). Universal Edition, Viena, UE31904, año de publicación: 2001.

Instrumento solo y electrónica
- Alborada ((2004) versión para saxofón soprano y CD (40”). Edizioni Suvini Zerboni de Milán, S. 12450 Z., año de publicación: 2004.
- Hacia el umbral del aire (2005), para acordeón y dispositivo electroacústico -disponible en dos versiones: 4 canales y stereo), (7’). Edizioni Suvini Zerboni de Milán, S. 12710 Z., año de publicación: 2005.
- Huayra Yana (2003) for bass-flute and digital electro-acoustic support -4 chnls. or stereo version.-. (10’). Edizioni Suvini Zerboni de Milán, S. 12246 Z., año de publicación: 2003.
- Tiento (2004), versión para violonchelo y CD (7’ ca.), Edizioni Suvini Zerboni de Milán, S. 12387 Z., año de publicación: 2004.

Música de cámara
- Ad imitationem moduli (2004), para violín, viola y violonchelo (4’). Edizioni Suvini Zerboni de Milán, S. 12396 Z., año de publicación: 2004.
- De ignoto cantu (2003), versión para 3 ejecutantes: clarinete bajo, percusiones, violonchelo y CD ad libitum (8’). Edizioni Suvini Zerboni de Milán, S. 12325 Z., año de publicación: 2003.
- Espira I, Espira II (2005) para guitarra, piano, violín y violonchelo (8’ ca.). Edizioni Suvini Zerboni de Milán, S. 12325 Z., año de publicación: 2005.
- Imágenes de la caída de Altazor (2003) para 2 pianos y 2 perc. (14’). Edizioni Suvini Zerboni de Milán, S. 12159 Z., año de publicación: 2005.
- Interstizi (2003) para violín y violonchelo (11’). Edizioni Suvini Zerboni de Milán, S. 12205 Z., año de publicación: 2003.
- Luz (2000), para acordeón y cuarteto de cuerdas (16/17’) Edizioni Suvini Zerboni de Milán, S. 11778 Z., año de publicación: 2001.
- Montuno y canto (2006), para 2 violines (1’). Edizioni Suvini Zerboni de Milán, S. 12856 Z., año de publicación: 2006.
- Quinteto (1994), para flauta, oboe, clarinete, fagot y corno, (5'). Edizioni Suvini Zerboni de Milán, S. 11726 Z., año de publicación: 2000.
- Reflejo espiral (2000), para flauta en sol y percusión. (3') Edizioni Suvini Zerboni de Milán, S. 11735 Z., año de publicación: 2000.
- Segundo libro del canto alado (2006), para clarinete y cuarteto de cuerdas. (9') Edizioni Suvini Zerboni de Milán, S. 12872 Z., año de publicación: 2006.
- Sones (2001), para violín, violonchelo y piano. (9') Edizioni Suvini Zerboni de Milán, S. 11858 Z., año de publicación: 2006.

Conjunto instrumental
- Claroscuros (2001), para 2 clarinetistas, trombón bajo, violonchelo y contrabajo (12'). Edizioni Suvini Zerboni de Milán, S. 11934 Z., año de publicación: 2001.
- De Ignoto Cantu (2004), segunda versión: clarinete bajo, trompeta, percusión, violín, violonchelo y CD ad libitum, (8’). Edizioni Suvini Zerboni de Milán, S. 12419 Z., año de publicación: 2005.
- Ecos (2002), para dos grupos de instrumentos de aliento (8’). Edizioni Suvini Zerboni de Milán, S. 12043 Z., año de publicación: 2002.
- El suspiro del Ángel (2006), para 3 grupos instrumentales y dispositivo electroacústico -4 canales-. (10’30”). Edizioni Suvini Zerboni de Milán, S. 12869 Z., año de publicación: 2006.
- Exabrupto (1997/98), para 3 grupos instrumentales, piano y 1 percusionista. (16/17’). Edizioni Suvini Zerboni de Milán, S. 12869 Z., año de publicación: 2006.
- Figuralmusik I (1996) para flauta, clarinete, violín, violonchelo y piano (8’). Edizioni Suvini Zerboni de Milán, S. 11728 Z., año de publicación: 2000.
- Figuralmusik II (1996) for 10 players (8’). Edizioni Suvini Zerboni de Milán, S. 11730 Z., año de publicación: 2000.
- Figuralmusik II/a (2003), for 10 ejecutantes y electrónica -CD-, (8’). Edizioni Suvini Zerboni de Milán, S. 12185 Z., año de publicación: 2004.
- Hemisferios artificiales (2002) para flauta, clarinete, 1 perc., piano, violín y violonchelo (8’). Edizioni Suvini Zerboni de Milán, S. 12049 Z., año de publicación: 2002.
- Sinfonía Mixta (1996-1998), para 3 grupos instrumentales y dispositivo electroacústico -8 canales-. (21’). Edizioni Suvini Zerboni de Milán, S. 13140 Z., año de publicación: 2008.

Instrumentos solistas y conjunto instrumental
- The unexpected clock in the mirrors, para violín, clarinete bajo y conjunto instrumental (12'). Edizioni Nuova Stradivarius de Milán, año de publicación: 2005.

Orquesta
- Como el viento (2002), para orquesta, (15’). Edizioni Suvini Zerboni de Milán, S. 12272 Z., año de publicación: 2002.
- Currentes (2003), para orquesta, (10’). Edizioni Suvini Zerboni de Milán, S. 12161 Z., año de publicación: 2003.
- Esferal (2006), para orquesta y CD (11’). Edizioni Suvini Zerboni de Milán, S. 12161 Z., año de publicación: 2006.
- Silueta (2001), para orquesta, (6’). Edizioni Suvini Zerboni de Milán, S. 11888 Z., año de publicación: 2001.
- Tres invenciones “Haydn” (2005), para orquesta, (10’). Edizioni Suvini Zerboni de Milán, S. 12554 Z., año de publicación: 2005.

Instrumentos solistas y orquesta
- Figuralmusik III (1998), para flauta, oboe, clarinete y orquesta de cuerdas (8-9’) Edizioni Suvini Zerboni de Milán, S. 11732 Z., año de publicación: 2000.
- Obscuro etiantum lumine (2004) para violín y 3 grupos orquestales (12’). Edizioni Suvini Zerboni de Milán, S. 12685 Z., año de publicación: 2000.

Música vocal
- Uris (1999), para 16 voces mixtas sobre textos de Rumi, Cino da Pistoia, y Thibau de Navarre (6’30”). Edizioni Suvini Zerboni de Milán, S. 12049 Z., año de publicación: 2000.

Música vocal con instrumentos
- ...en el aire... (2002) para soprano y 5 ejecutantes, textos de Octavio Paz y Eduardo Torres Maldonado (8’). Edizioni Suvini Zerboni de Milán, S. 12077 Z., año de publicación: 2002.
- Ximohua (1997) para voz y quinteto de alientos sobre textos de Nezahualcóyotl (9/10’). Edizioni Suvini Zerboni de Milán, S. 11740 Z., año de publicación: 2000.

Electroacústica
- Aurae (2002), composición electroacústica -CD- (7’53”). Edizioni Suvini Zerboni de Milán, S. 12453 Z., año de publicación: 2004.
- Fontane (2002), composición electroacústica -CD versión stereo- (5’42”). Edizioni Suvini Zerboni de Milán, S. 12454 Z., año de publicación: 2004.
- Ventus animae, composición electroacústica -CD versión stereo- (1’37”). Edizioni Suvini Zerboni de Milán, S. 13121 Z., año de publicación: 2007.

Video (colaboraciones)
- Fontane (2004) Video realizado por Elisa Franzoi y Sara Maino based sobre la composición electroacústica de Javier Torres Maldonado "Fontane" (5’42”). Italia, 2005.

## Premios y distinciones
- 2008-2009: Artista en residencia, Fundación Civitella Ranieri de Nueva York.
- 2007-2011: Commande d'État, Comisión del Estado francés, Ministerio de la Cultura y la Comunicación de Francia, otorgada para escribir una obra para la soprano Françoise Kubler y el "Ensemble Accroche Note" de Estrasburgo.
- 2006: Sexto concurso internacional de composición del GRAME (Centre National de Création Musicale), Lyon, Francia. Obra comisionada por el GRAME, el Ensemble Orchestral Contemporain la Bienal Musiques en Scène of Lyon: "Sinfonía Mixta", para 15 instrumentos y dispositivo electroacústico (7.1). Jurados: Henry Forés, Pierre-Alain Jaffrenou, Daniel Kawka, Didier Muhleisen, Francois Paris, Beatrice Rameau y Lorraine Vaillancourt.
- 2004: Primer Premio, Concurso Internacional de Composición Reina Elisabeth de Bruselas. Obra premiada: Obscuro entiantum lumine, para violín y 3 grupos orquestales. Jurado: Luis de Pablo, Kajia Saariaho, Michael Jarrell, Tristan Murail, Luca Francesconi, Ivan Fedele, Arie van Lysebeth, Stefan Niculescu, Frederik van Rossum, N. Bolens.
- 2004: FONCA Fondo Nacional para la Cultura y las Artes y la Secretaría de Relaciones Exteriores de México. Financiamiento para la grabación del disco compacto "Exabrupto", publicado por Stradivarius.
- 2003-2006. CONACULTA. Miembro del Sistema Nacional de Creadores de Arte de México.
- 2001: Primer Premio, X Concurso Internacional de Composición “Alfredo Casella” de Siena. Obra premiada: Como el viento, para orquesta. Jurados: Azio Corghi, Ivan Vador, Michele Dall’Ongaro.
- 2000: Primer Premio, Concurso Internacional de Composición Reina María José de Ginebra. Obra premiada: Luz, para acordeón y cuarteto de cuerdas. Jurados: Marius Constant, Pascal Contet, Gabor Takacs-Nagy, Jean Balissat, Philippe Dinkel, Eric Gaudibert.
- 1999: Primer Premio: Concurso Internacional de Composición "Ad Referendum II" de la SMCQ, Montréal. Obra premiada: Figuralmusik II, para 10 instrumentistas. Premio asignado por el público.
- 1999: The Medalla Mozart.
- 1998: Prix des Musiciens, Nouvel Ensemble Moderne, Forum Internacional de Montréal.
- 1997: Primer Premio, Concurso Internacional de Composición "Città di Barletta", Italia. Obra premiada: Ximohua, para voz y quinteto de alientos.
- Por dos veces consecutivas (2000 and 2003): Segundo premio, concurso internacional de composición "Mozart" de Salzburgo.
- 2006, VI Tribuna Mexicana de la Música, categoría: música electroacústica con instrumentos. Obra seleccionada para representar a México durante la Tribune International des compositeurs UNESCO Archivado el 3 de marzo de 2016 en Wayback Machine. de París: Tiento, para violonchelo y dispositivo electroacústico.
- 2004: seleccionado como uno de los 10 compositores en residencia durante el III Forum Internacional de Jóvenes Compositores del Ensemble Aleph Archivado el 22 de julio de 2007 en Wayback Machine..
- 2004: seleccionado como uno de los 10 compositores en residencia durante los 1ères. Rencontres entre Compositeurs et Interprètes de París. Syntono, Cité Culture, Cité Internationale Universitaire of Paris.
- 2003: mención honorífica, Concurso Internacional de Composición "Settimane Musicali di Stresa" por su obra Currentes II, para orquesta.
- 1999: mención honorífica por su obra "Uris", para 16 voces mixtas, International Composition Competition “Guido d’Arezzo“.